# Paarnivik
Paarnivik (nach alter Rechtschreibung Paornivik; „wo man Beeren aufbewahrt“) ist eine grönländische Insel im Distrikt Upernavik in der Avannaata Kommunia.

## Geografie
Paarnivik liegt südlich von Qulleqqorsuit und östlich von Mernoq. In der Mitte der hufeisenförmigen Insel liegt die Bucht Paarniviup Iterlaa. An ihrer schmalsten Stelle Itillitsiaq auf den westlichen Arm beträgt die minimale Breite der Insel nur 60 m. Die höchste Erhebung befindet sich auf dem östlichen Arm und misst 356 m.